# 몰타의 관광

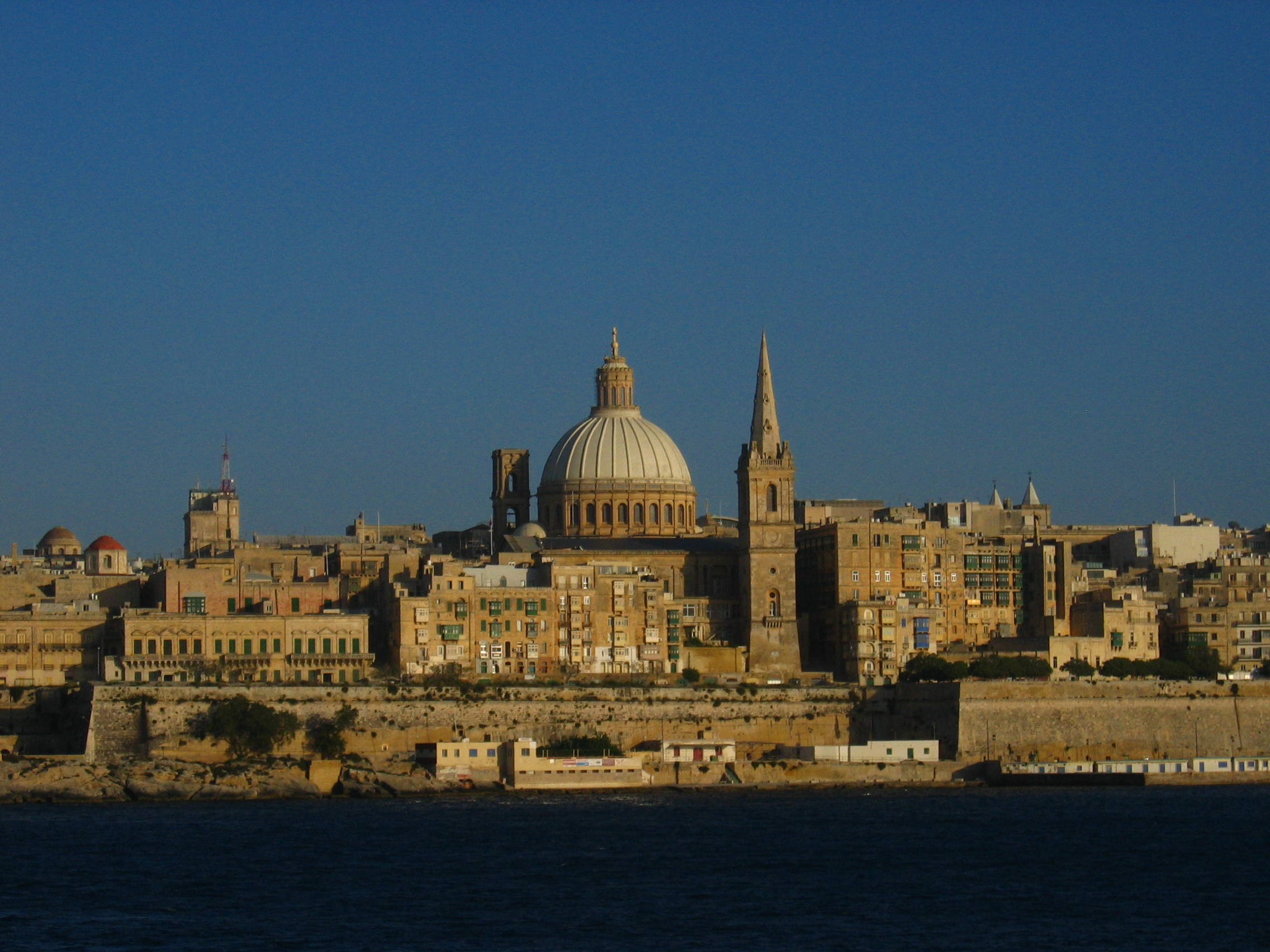
역사적으로 유서가 깊고 오늘날 수도인 발레타의 모습.

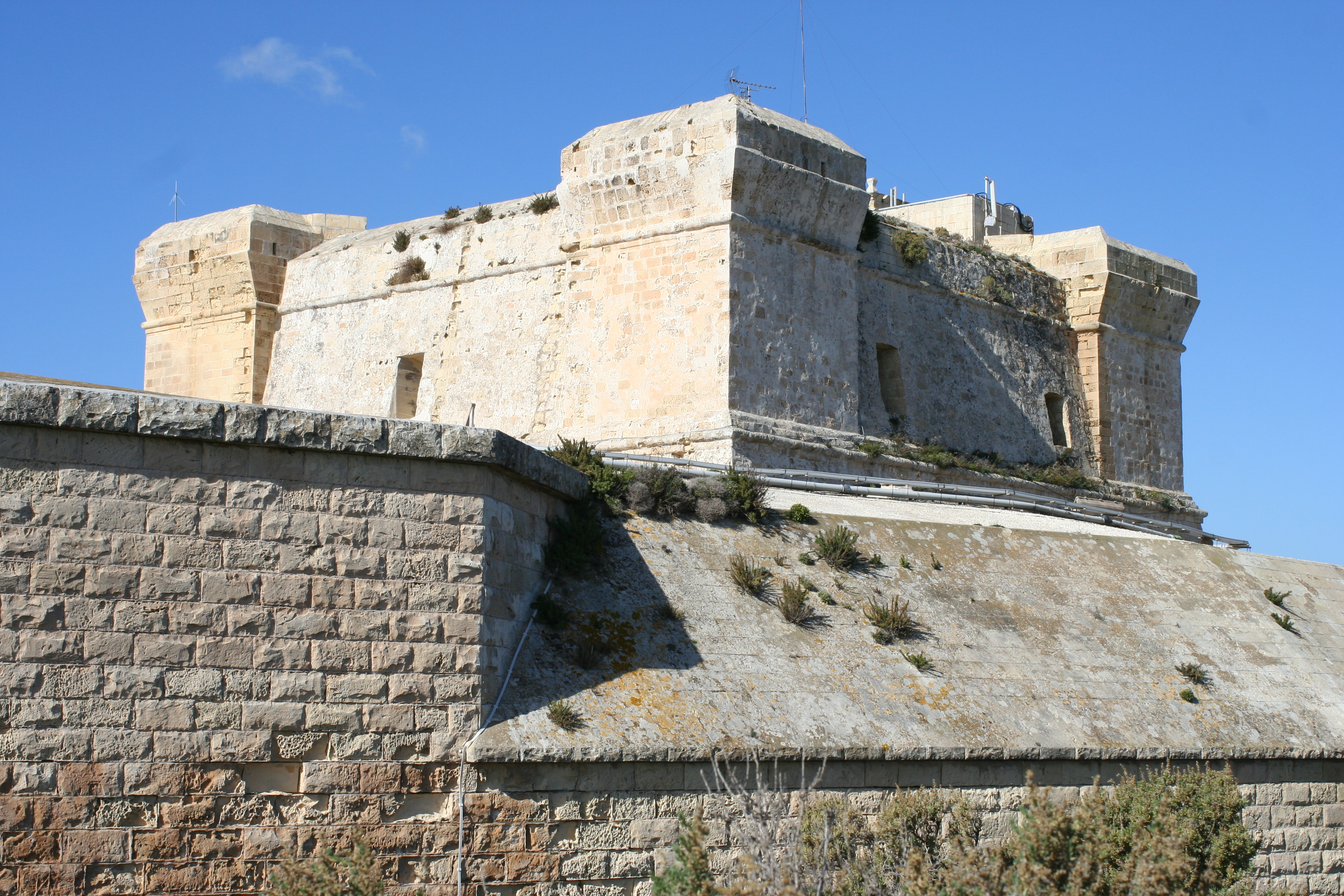
마르사실로크에 있는 세인트 루시앙 타워.

몰타의 관광은 몰타의 경제 주요 수입원으로, 몰타 국내 총생산(GDP)의 15퍼센트를 차지하며, 이를 관광환경문화부 산하의 몰타 관광청이 관리, 감독하고 있다. 몰타에는 지중해에서의 수상 활동 뿐만 아니라 몰타 섬의 다채로운 역사와 문화를 아우르는 관광 자원이 많이 있으며, 최근에는 의료 관광의 메카로도 떠오르고 있으며 특히 정부가 영국의 의료 관광객을 많이 끌어들이기 위해 노력하고 있다.
2009년에 몰타에 방문한 사람 수는 2008년의 수치와 비교했을 때 상당히 떨어졌는데, 국가 전체적으로 여행 산업이 2008년에 비해서 8퍼센트 떨어졌다. 또한 유럽 연합 내 방문 (특히 유로존 국가 내 방문)보다 유럽 연합 이외 지역에서의 방문 하락이 더 컸는데, 이에 비해 평균 체류 기간은 2008년과 2009년이 같은 수치였다. 몰타를 방문하려면 비자가 필요한데, 비자를 필요로 하는 나라들은 이미 유럽 연합 규칙에 따라 표준화되었다. 셴겐 지대 비자 또는 유럽 연합 시민권을 가진 방문자는 몰타를 방문하는 데에 비자가 전혀 필요치 않은데, 이 때문에 최근 몇년간 몰타의 관광 산업은 작은 국토와 적은 인구와 관련한 문제에 직면하고 있다. 이런 문제들은 특히 성수기인 7, 8월에 자원과 산업 기반 시설(식수, 오수 관리, 해변, 도로)의 확장과 관련 있다.